# Теодор Марітчак
Теодор Михайлович Марітчак (8 лютого або 13 лютого 1894, Яворів, Австро-Угорська імперія — 15 лютого 1951, Станіслав (нині (Івано-Франківськ)) — український громадський діяч, письменник, учасник Першої світової війни, хорунжий УГА.

## Життєпис
Народився в м. Яворів (Галичина), у сім'ї скарбового урядника (податкового інспектора) Михайла Марітчака та його дружини Анастасії. Батько був одним із чільних діячів українського руху на Лемківщині, засновником і головою філії «Просвіти» в повітовому містечку Яслі.
Брат — Олександр — в 1921—1923 рр. очолював канцелярію Диктатора ЗУНР Є. Петрушевича у Відні.

### Освіта
З 1905/1906 по 1913 рр. навчався в цісарсько-королівській (державній) польськомовній гімназії в Яслі, де українську мову викладали лише як понад обов'язковий предмет. Після закінчення гімназії планував навчатися в торговій академії, але почалася війна.

### Участь у Першій світовій війні
Військову службу розпочав однорічним добровольцем в австро-угорській армії. Закінчив тримісячні офіцерські курси та був іменований кадетом-аспірантом у розпорядженні краківської військової команди.
В серпні 1918 р. служив у Бохні Краківського воєводства в сотенній канцелярії запасної сотні поворотців, які поверталися з російського полону.
6 вересня 1918 р. отримав у губернському військовому суді в Любліні призначення на службу «слідчим губернського інспекторату Люблін у Холмі».

### Служба в Українській Галицькій Армії
Після розвалу Австро-Угорської імперії, виїхав у Галичину, де 6 листопада 1918 р. в Жовкві став на службу в українську армію як однорічний десятник.  Був призначений до 2-ї чети 2-ї сотні жовківських добровольців.
12 листопада 1918 р. переведений до 1-ї сотні добровольців (командир — поручник І. Затварський). 19 листопада 1918 р. в складі загону з трьох сотень, одного скорострілу та похідної кухні вирушив до Львова, де поміж поляками та українцями уже велися бої. 21 листопада 1918 р. підрозділ вступив у бій із поляками під Чортівською Скалою біля Винників, примусивши ворога відступити.
Після відходу українських військ зі Львова та їх реорганізації в Куровичах, 25 листопада 1918 р. був призначений до 1-ї чети 3-ї сотні 1-го бойового куреня (командир отаман В. Черський) 1-го полку піхоти імені князя Лева, який 30.11.1918 р. вирушив на Львів. Через хворобу серця, після місяця боїв був відправлений у тил 31.12.1918 р. до Станиславова.
Згодом воював у складі 2-го Корпусу УГА, брав участь у Чортківській офензиві, зокрема у взятті Бережан 21.06.1919 р.
10 травня 1920 р., в складі 1-ї бригади УСС, капітулював перед поляками під Райгородком біля Немирова. Був інтернований, зумів виїхати до родини у Відень.
В УГА дослужився до звання хорунжого.

### Подальші роки
До 31 грудня 1922 року працював у штаті екзильного уряду ЗУНР у Відні. З 23 січня 1922 р. — член-засновник Західноукраїнського Товариства Ліги Націй.
Завершив вище навчання у Віденському університеті, отримуючи матеріальну підтримку Товариства прихильників освіти у Відні. Член та голова українського академічного товариства «Січ» у Відні. Як голова УАТ «Січ» разом із головою «Товариства Прихильників Освіти» С. Дністрянським 30 грудня 1922 р. підписав заклик до земляків із проханням надати негайну матеріальну допомогу сотням українських студентів у Австрії, позбавлених будь-яких засобів до існування. В травні 1923 р. разом з С. Дністрянським звернувся до українського суспільства з закликом допомогти в побудові Українського Студентського Дому у Відні, де могли б знайти притулок 80 нужденних студентів та розміститися прилюдна українська бібліотека академічного товариства «Січ».
Співорганізатор багатьох українських свят у Відні, зокрема «Маланчиного вечора» 13 січня 1925 р., на якому представив глядачам живу газету з політичними новинками на злобу дня, смішними історіями з емігрантського життя, гумористичними привітаннями присутнім у залі та відсутнім визначним особистостям.
Автор фундаментальної праці про минуле віденського академічного товариства «Січ», опублікованої в редагованому ним ювілейному збірнику «Січі» в 1932 р.
Дописувач часопису «Український Філятеліст», що видавався у м. Відень.
В другій половині 1930-х рр. опублікував у часописі «Літопис Червоної Калини» ряд цінних праць мемуарного характеру про бої під Львовом, про Чортківську офензиву, про розрив УГА з більшовиками тощо.
До 1942 р. мешкав у 4-му окрузі Відня за адресою Вікторґассе, 20, подаючи в адресних книгах свою професію як «письменник». У 1945 р. переїхав до СРСР у місто Станіслав.
Був одружений із дочкою відомого українського науковця, геолога-нафтовика Миколи Бажалука, який загинув у 1945 р. у свердловському ГУТАБі — Іванною.
Помер у Станіславі, де і був похований 15 лютого 1951 р. на центральному цвинтарі. За інформацією дружини Іванни, був отруєний у лікарні, імовірно за зв'язки із братом Олександром.